# Evangelische Fachhochschule Ludwigshafen

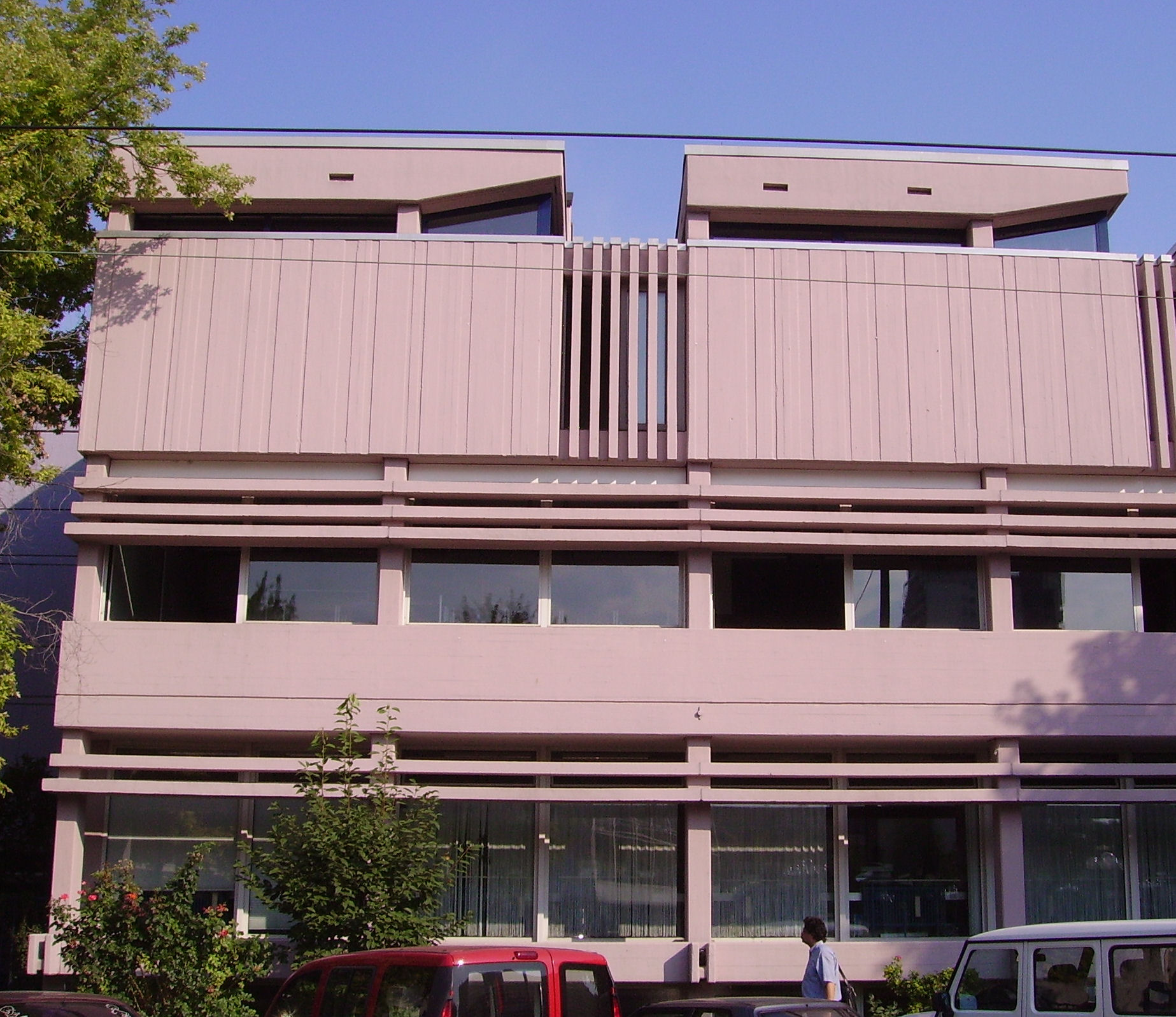
Evangelische Fachhochschule

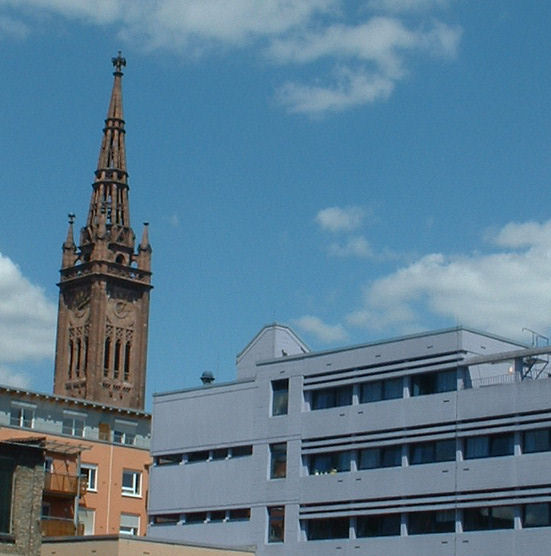
Evangelische Fachhochschule und Lutherturm

Die Evangelische Fachhochschule Ludwigshafen – Hochschule für Sozial- und Gesundheitswesen (englisch: Protestant University of Applied Sciences) war eine Fachhochschule in Trägerschaft der Evangelischen Kirche der Pfalz in Ludwigshafen am Rhein.

## Geschichte
1948 wurde die Evangelische Schule für kirchlichen und sozialen Dienst gegründet, 1964 in das Seminar für Sozialberufe – Höhere Fachschule für Sozialarbeit umgewandelt und war ab 1971 Fachhochschule (EFH). Die Evangelische Kirche zog sich aus finanziellen Gründen aus der Trägerschaft zurück. Da die deutlich größere, bislang eher betriebswirtschaftlich-technisch ausgerichtete Fachhochschule Ludwigshafen ihr Fächerangebot ohnehin erweitern wollte, wurde eine Fusion zum Ende des Wintersemesters 2007/2008 vollzogen. Eine entsprechende ministerielle Entscheidung war am 24. Oktober 2007 zu Gunsten einer Fusion der beiden Ludwigshafener Fachhochschulen gefallen. Die Evangelische Kirche sicherte zu für Forschung und Lehre zu ethischen Fragestellungen zehn Jahre lang je 100.000 Euro zuzuschießen. Die Studiengänge der ehemaligen EFH sind heute Teil des Fachbereichs Sozial- und Gesundheitswesen der Hochschule für Wirtschaft und Gesellschaft (HWG).

## Studiengänge
Auf der Fachhochschule wurden zum Schluss ca. 700 Studenten zum/zur Diplom-Sozialarbeiterin/pädagogin, Diplom-Pflegepädagogen/in oder Diplom-Pflegewirt/in ausgebildet.
Studieninhalte im Hauptfach waren:
1. Theorie und Systematik der Sozialpädagogik/Sozialarbeit
2. Psychologie
3. Pädagogik
4. Recht
5. Sozialpolitik
6. Betriebswirtschaftslehre